# Eduard Helly
Eduard Helly (* 1. Juni 1884 in Wien; † 28. November 1943 in Chicago, Illinois) war ein österreichischer Mathematiker.

## Leben
Eduard Helly zählt zu den Begründern der Funktionalanalysis. Er studierte Mathematik an der Universität Wien bei Wilhelm Wirtinger und Franz Carl Joseph Mertens. Nach seiner Dissertation 1907 über Fredholm-Integraloperatoren vermittelte ihm Wirtinger einen Stipendienaufenthalt an der Universität Göttingen, wo er bei David Hilbert, Felix Christian Klein und Hermann Minkowski hörte. Es gelang ihm u. a., einen Spezialfall des Hahn-Banach Theorem zu beweisen, 15 Jahre vor Hahn selbst (publiziert 1912, die diesbezügliche Arbeit von Hahn erschien 1927, die von Banach 1929). Dabei kannte Banach die Arbeit von Helly von 1912 und zitierte sie auch, bei Hahn ist das nicht ganz klar. Beide verwenden an wesentlicher Stelle eine von Helly zum Beweis eingeführte Ungleichung. Seine erste eigenständige Publikation 1911 war Über einen Satz aus der Theorie der linearen Funktionaloperationen. Danach verdiente er seinen Lebensunterhalt als Privatlehrer, Gymnasiallehrer und durch das Verfassen von Lösungsbüchern für Mathematik-Lehrbücher.
Im Ersten Weltkrieg war er Leutnant bei der Infanterie. Er wurde 1915 durch einen Lungenschuss schwer verwundet, wobei auch sein Herz in Mitleidenschaft gezogen wurde, was zu seiner späteren Herzkrankheit beitrug, an der er schließlich 1943 starb. Er geriet 1915 in russische Kriegsgefangenschaft. Auch im Kriegsgefangenenlager bei Nikolsk-Ussurijsk, Sibirien, schrieb er fundamentale Beiträge zur Funktionalanalysis. Nach Kriegsende erreichte er erst 1920 nach Durchquerung von Japan, Asien und Ägypten wieder Wien (den direkten Weg über Russland konnte er aufgrund der Wirren des Bürgerkriegs nicht nehmen). 1921 heiratete er die Mathematikerin Elise Bloch und habilitierte sich im selben Jahr an der Wiener Universität, erhielt aber dort nie eine Professur. Das lag wahrscheinlich teilweise daran, dass er jüdisch war (die Universität Wien war für ihren Antisemitismus bekannt), und teilweise daran, dass Hahn einen jüngeren Dozenten bevorzugte.
In diesen Jahren verkehrte er regelmäßig im Wiener Café Central und diskutierte dort u. a. mit Hermann Broch, Philipp Frank und Hahn.
Bis 1929 arbeitete er in einer Bank und, als diese insolvent wurde, bis 1938 in einer Versicherung. In dieser Zeit hielt er gelegentlich Seminare in seiner Wohnung ab und hielt Vorlesungen an der Universität, kam aber aufgrund seiner Arbeitsbelastung nicht dazu, umfangreicher mathematisch zu forschen. Als Jude drohte ihm, mit dem Einmarsch Hitlers in Österreich auch die Lehrbefugnis zu verlieren. Mit der Ehefrau emigrierte Helly im selben Jahr in die USA. Durch Unterstützung Einsteins erhielt er eine unbedeutende Stelle am Paterson Junior College in New Jersey und wechselte 1941 ans Monmouth Junior College im selben Bundesstaat. Zusammen mit seiner Ehefrau arbeitete er in den Kriegsjahren auf Vermittlung von Isaac Albert Barnett (1894–1974) auch für das US Army Signal Corps in Chicago, einer Einrichtung der US-Armee zur Nachrichtentechnik.
Nur fünf Wochen nachdem er schließlich 1943 seinen ersten Lehrstuhl am Illinois Institute of Technology erhielt, verstarb er am wiederholt erlittenen Herzschlag.
Bekannt ist er insbesondere für den Satz von Helly aus der Konvexgeometrie. Nach ihm sind der Satz von Helly-Bray und der Auswahlsatz von Helly benannt. Der erste Satz beschäftigt sich mit der schwachen Konvergenz und der vagen Konvergenz von Maßen und ihrer Beziehung zur Konvergenz von Verteilungsfunktionen, der zweite mit der Existenz von vage Konvergenten Teilfolgen von Folgen von Maßen. Der Auswahlsatz von Helly lässt sich auch so formulieren: Gleichmäßig beschränkte Funktionenfolgen von gleichmäßig beschränkter Variation haben Teilfolgen, die in jedem Punkt gegen eine Funktion mit beschränkter Variation konvergieren. Harry Hochstadt führt die Vernachlässigung dieser Beiträge von Helly auf den ungewöhnlichen Lebensweg von Helly zurück, der nach ungewollter Unterbrechung durch den Ersten Weltkrieg lange in anderen Berufen arbeitete, bevor er wieder akademisch tätig werden konnte.
Helly nahm in seiner Arbeit von 1912 nicht nur den Satz von Hahn-Banach vorweg, sondern auch den Satz von Banach-Steinhaus.